# Witchcraft (musikalbum)
Witchcraft är det Örebrobaserade doom metal-bandet Witchcrafts debutalbum, som gavs ut av Rise Above Records 2004. 
Två låtar, "Please Don't Forget Me" och bonusspåret "Yes I Do" är båda covers på 1970-talslåtar av Pentagram. "Yes I Do" förekommer bara på vinyl-LP:n och på den japanska utgåvan. Albumet producerades av Jens Henriksson tillsammans med Witchcraft.
Omslagsbilden utgörs av en lätt omarbetad version av bläckteckningen "Merlin" av Aubrey Beardsley, tecknad till 1893-94 års utgåva av Thomas Malorys Le Morte d'Arthur.

## Låtlista
1. "Witchcraft" – 6:00
2. "The Snake" – 2:48
3. "Please Don't Forget Me" – 2:13
4. "Lady Winter" – 2:58
5. "What I Am" – 3:45
6. "Schyssta Lögner" – 1:57
7. "No Angel or Demon" – 3:28
8. "I Want You to Know" – 3:16
9. "It's So Easy" – 3:53
10. "You Bury Your Head" – 4:40
11. "Her Sisters They Were Weak" – 6:00
12. "Yes I Do" - 2:34 (Bonusspår på vinyl- och Japanutgåvan)

## Banduppsättning
- John Hoyles - gitarr
- Jonas Arnesén - trummor
- Ola Henriksson - bas
- Magnus Pelander - sång och gitarr